# NBA-Draft 1955
Der NBA-Draft 1955 wurde am 13. April 1955 in New York City durchgeführt. In 14 Runden konnten sich die 8 NBA-Teams die Rechte an insgesamt 95 Nachwuchsspielern sichern.
Dick Ricketts wurde an erster Stelle von den Milwaukee Hawks gedraftet. An zweiter Stelle wurde Maurice Stokes gedraftet, der hinterher den NBA Rookie of the Year Award gewann. Dick Garmaker und Tom Gola wurden als Territorial Picks gedraftet.
Aus diesem Jahrgang wurden drei Spieler, Maurice Stokes, Tom Gola, und Jack Twyman in die Naismith Memorial Basketball Hall of Fame aufgenommen. K. C. Jones, der von den Minneapolis Lakers gedraftet wurde, spielte erst in der NBA, nachdem er beim NBA-Draft 1956 von den Boston Celtics erneut gepickt wurde.

## Territorial Pick
| Pick | Name          | vorheriges Team/College | Team                  |
| ---- | ------------- | ----------------------- | --------------------- |
| 1    | Dick Garmaker | Minnesota               | Milwaukee Hawks       |
| 2    | Tom Gola      | La Salle                | Philadelphia Warriors |

## Runde 1
| Pick | Name           | vorheriges Team/College | Team               |
| ---- | -------------- | ----------------------- | ------------------ |
| 1    | Dick Ricketts  | Duquesne                | Minneapolis Lakers |
| 2    | Maurice Stokes | Saint Francis (PA)      | Rochester Royals   |
| 3    | Jim Loscutoff  | Oregon                  | Boston Celtics     |
| 4    | Ken Sears      | Santa Clara             | New York Knicks    |
| 5    | Ed Conlin      | Fordham                 | Syracuse Nationals |
| 6    | Johnny Horan   | Dayton                  | Fort Wayne Pistons |

## Runde 2
| Pick | Name          | vorheriges Team/College | Team                  |
| ---- | ------------- | ----------------------- | --------------------- |
| 1    | Jack Stephens | Notre Dame              | Milwaukee Hawks       |
| 2    | Jack Twyman   | Cincinnati              | Rochester Royals      |
| 3    | Corky Devlin  | George Washington       | Philadelphia Warriors |
| 4    | Dick Hemric   | Wake Forest             | Boston Celtics        |
| 5    | Jerry Mullen  | San Francisco           | New York Knicks       |
| 6    | Chuck Mencel  | Minnesota               | Minneapolis Lakers    |
| 7    | Jesse Arnelle | Penn State              | Fort Wayne Pistons    |
| 8    | Don Schlundt  | Indiana                 | Syracuse Nationals    |

## Runde 3
| Pick | Name           | vorheriges Team/College | Team                  |
| ---- | -------------- | ----------------------- | --------------------- |
| 1    | Al Ferrari     | Michigan State          | Milwaukee Hawks       |
| 2    | Ed Fleming     | Niagara                 | Rochester Royals      |
| 3    | Bob Schafer    | Villanova               | Philadelphia Warriors |
| 4    | Buzz Wilkinson | Virginia                | Boston Celtics        |
| 5    | Guy Sparrow    | Detroit                 | New York Knicks       |
| 6    | Dick Boushka   | St. Louis               | Minneapolis Lakers    |
| 7    | Jack Sallee    | Dayton                  | Syracuse Nationals    |
| 8    | Ron Bennink    | Washington State        | Fort Wayne Pistons    |

## Boston Celtics
| Name           | vorheriges Team/College |
| -------------- | ----------------------- |
| Jim Ahearn     | Connecticut             |
| Mark Davis     | Marietta                |
| Henry Dooley   | Wiley                   |
| Carl Hartman   | Alderson-Broaddus       |
| Dick Hemric    | Wake Forest             |
| Bart Leach     | Penn                    |
| Jim Loscutoff  | Oregon                  |
| John Mahoney   | William & Mary          |
| John Moore     | UCLA                    |
| Bob Patterson  | Tulsa                   |
| Dean Parsons   | Washington              |
| Nick Romanoff  | College of Pacific      |
| Bob Scuddelari | Cooper Union            |
| Buzz Wilkinson | Virginia                |

## Fort Wayne Pistons
| Name           | vorheriges Team/College |
| -------------- | ----------------------- |
| Jesse Arnelle  | Penn State              |
| Don Belcher    | Louisiana State         |
| Ron Bennink    | Washington State        |
| Tom Harrold    | Colorado                |
| John Horan     | Dayton                  |
| Dick Howard    | Western Reserve         |
| Cleo Littleton | Wichita State           |
| Happy Mahfouz  | Spring Hill             |
| Tom Mock       | Colorado                |
| Tom Mixon      | Mercer                  |
| Bob Reiter     | Missouri                |
| Ray Warren     | Texas Christian         |

## Milwaukee Hawks
| Name           | vorheriges Team/College   |
| -------------- | ------------------------- |
| Harvey Babetch | Bradley                   |
| Dick Cable     | Wisconsin                 |
| Lynn Cole      | Creighton                 |
| Al Ferrari     | Michigan State            |
| Joe Fitt       | Burdette Haldorson (Col.) |
| Charles Hoxie  | Niagara                   |
| Ed O’Connor    | Manhattan                 |
| Bill Reigel    | McNeese State             |
| Dick Ricketts  | Duquesne                  |
| Jack Stephens  | Notre Dame                |
| Dick Welsh     | USC                       |

## Minneapolis Lakers
| Name          | vorheriges Team/College |
| ------------- | ----------------------- |
| Bill Banks    | SW Texas                |
| Don Boldebuck | Houston                 |
| Dick Boushka  | St. Louis               |
| Don Bragg     | UCLA                    |
| Dick Garmaker | Minnesota               |
| K. C. Jones   | San Francisco           |
| Chuck Mencel  | Minnesota               |
| John Miller   | Ohio State              |
| Jim Scott     | West Texas              |
| Bill Warden   | North Central (Ill.)    |
| O’Neal Weaver | Midwestern (Tex.)       |

## New York Knicks
| Name              | vorheriges Team/College |
| ----------------- | ----------------------- |
| Joe Beck          | NW Missouri             |
| Denver Brackeen   | Mississippi             |
| Ed Cole           | Creighton               |
| Joe Fay           | St. Ambrose             |
| Mickey Harrington | Southern Mississippi    |
| Wally McCarvill   | Iona                    |
| Jerry Mullen      | San Francisco           |
| Don Payne         | Adelphi                 |
| Ken Sears         | Santa Clara             |
| Howard Sessums    | Mississippi College     |
| Guy Sparrow       | Detroit                 |
| Charles Stickels  | Hastings                |

## Philadelphia Warriors
| Name          | vorheriges Team/College |
| ------------- | ----------------------- |
| Jack Devine   | Villanova               |
| Walt Devlin   | George Washington       |
| Al Didriksen  | Temple                  |
| Tom Gola      | La Salle                |
| Jerry Koch    | St. Louis               |
| Lester Lane   | Oklahoma                |
| Bob Schafer   | Villanova               |
| Harry Silcox  | Temple                  |
| George Swyers | West Virginia Tech      |
| Ed Wiener     | Tennessee               |

## Rochester Royals
| Name            | vorheriges Team/College |
| --------------- | ----------------------- |
| Jack Twyman     | Cincinnati              |
| Bob Armstrong   | Michigan State          |
| Billy Evans     | Kentucky                |
| Ed Fleming      | Niagara                 |
| Harry Jorgensen | Wyoming                 |
| Jerry Jung      | Kansas State            |
| Jim McConnell   | Niagara                 |
| Bob McKeen      | California              |
| John Prudhoe    | Louisville              |
| Art Quimby      | Connecticut             |
| Maurice Stokes  | St. Francis (Pa.)       |
| Tony Vlastelica | Oregon State            |

## Syracuse Nationals
| Name           | vorheriges Team/College |
| -------------- | ----------------------- |
| Ed Conlin      | Fordham                 |
| Mal Duffy      | St. Bonaventure         |
| Cliff Dwyer    | North Carolina State    |
| Frank Ehmann   | Northwestern            |
| Ed Galvin      | Loyola (La.)            |
| Stan Glowaski  | Seattle                 |
| Russ Lawler    | Stanford                |
| Jack Sallee    | Dayton                  |
| Don Schlundt   | Indiana                 |
| Marty Satalino | St. John’s              |
| Ron Tomsic     | Stanford                |